# Бижоев, Астемир Робертович
Астемир Робертович Бижоев (род. 30 октября 2002 года, Кабардино-Балкария) — российский борец классического стиля. Чемпион России 2023 года. Мастер спорта России.

## Спортивная карьера
Астемир имеет в своем активе бронзовую медаль первенства России среди юниоров 2020, который прошёл во Владимире. В 2021 году повторил свой успех на первенстве России среди юниоров в столице Татарстана Казане, он так же завоевал бронзовую медаль в весовой категории до 63 кг. В марте 2022 году в Самаре, Астемир выиграл свою первую медаль чемпиона России среди юниоров, в финале он одолел Петра Кожакара из Пермского края. В ноябре 2022 на мемориале Никифорова во Владимире, Астемир занял второе место в весе до 67 кг. В 2023 году выиграл взрослый Чемпионат России в Уфе, в весовой категории до 63 кг в финале он взял верх над чемпионом Европы из Кабардино-Балкарии Жамболатом Локьяевым. В мае 2023 года стал победителем турнире «Белые ночи» в Санкт-Петербурге. В июне 2023 года стал финалистом чемпионата России до 23 лет в Альметьевске (Татарстан) в категории до 67 килограмм. В сентябре 2023 года был отобран в состав сборной России на чемпионат мира 2023 в Белграде (Сербия).

## Спортивные достижения
- Первенство России среди юниоров 2022 — ;
- Чемпионат России до 23 лет 2023 — ;
- Чемпионат России 2023 — ;
- Чемпионат России 2025 — ;

## Личная информация
Астемир является студентом Великолукской государственной академии физической культуры, так же его троюродный брат Тимур Бижоев выступает по вольной борьбе.